# Discordia (mitologia)
Discordia (łac. niezgoda) – w mitologii rzymskiej bogini zamętu, niezgody i chaosu. Odpowiednik greckiej Eris.
Współcześnie do kultu bogini nawiązuje dyskordianizm.